# Expo 2015
Expo 2015 je název světové výstavy, která se konala v roce 2015 v Miláně v Itálii. Probíhala mezi 1. květnem až 31. říjnem a jejím tématem bylo „Feeding the planet, energy for life“ (Uživit planetu, energie pro život). Navštívilo ji necelých 22 milionů lidí a zúčastnilo se 139 států. 
Milán byl vybrán na zasedání v Paříži 31. března 2008, kdy zvítězil v hlasování nad městem İzmir v Turecku poměrem hlasů 86 ku 65. V Miláně se konala světová výstava již v roce 1906 s tématem Doprava.

## Téma
Expo se zabývalo jednou z hlavních výzev moderní doby, otázkami produkce potravin, zdravé výživy, růstu populace, zamezení plýtvání a efektivního využívání přírodních zdrojů. Ústřední téma „Feeding the planet, energy for life“ (Uživit planetu, energie pro život) bylo rozděleno do sedmi dílčích témat:
- Využití vědy pro bezpečnost, zabezpečení a kvalitu potravin
- Inovace v zemědělsko-potravinářském řetězci
- Technologie pro zemědělství a biodiverzitu
- Vzdělávání v oblasti výživy
- Solidarita a spolupráce v oblasti potravin
- Potraviny pro lepší životní styl
- Potraviny ve světových kulturách a etnických skupinách

## Areál výstaviště

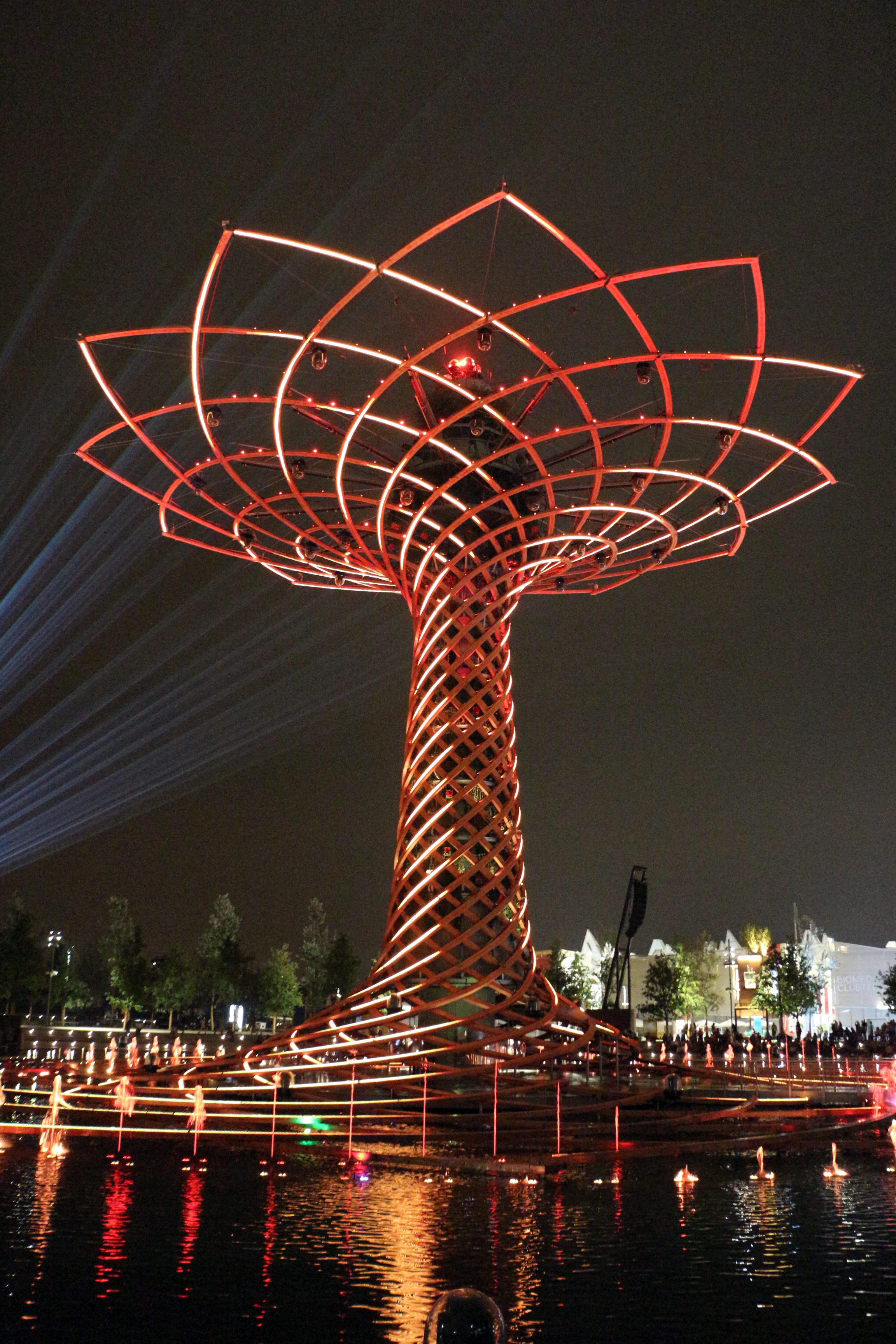
Strom života

Pozemky pro výstaviště se nacházely v nevyužívané průmyslové a skladové zóně 15 km severozápadně od Milána v obcích Rho a Pero a zahrnovaly plochu 1,1 milionu m2. 
Celkovou koncepcí světové výstavy byla pověřena světově proslulá dvojice švýcarských architektů Jacques Herzog a Pierre de Meuron (autoři např. stadionu Ptačí hnízdo pro olympijské hry v Pekingu 2008). Jejich snahou bylo omezení krátkodobých módních výstřelků a vytvoření přehledného kompaktního celku. V celkovém návrhu Herzoga & de Meurona hrál velkou roli vodní kanál, který obtékal kolem celého výstavního areálu. Areál byl inspirován typickým římským táborem se dvěma kolmými osami: 1,5 km dlouhým Decumanem a 350 m dlouhým Cardem.
Symbol Expa Strom života se nacházel na vzdáleném konci Cardo a byl zdrojem zábavy s nočními světelnými a zvukovými představeními. Dřevěná a ocelová konstrukce vysoká 30 metrů byla inspirována návrhem Michelangelova náměstí Piazza del Campidoglio v Římě.

## Expozice
139 mezinárodních účastníků se na veletrhu zabývalo tématem udržitelných potravin. Toto téma bylo přítomno v celém areálu a pro všechny věkové kategorie návštěvníků: Parco Biodiversita o rozloze 14 000 m2 nabízel relaxační procházku zahradami a skleníky, zatímco dětský park umožnil mladším návštěvníkům seznámit se s potravinami hravou formou. Ve čtvrti Future Food District mohli návštěvníci nahlédnout do budoucnosti v podobě interaktivního supermarketu a kuchyňského pavilonu, kde kuchaři experimentovali s novými způsoby přípravy jídla. 

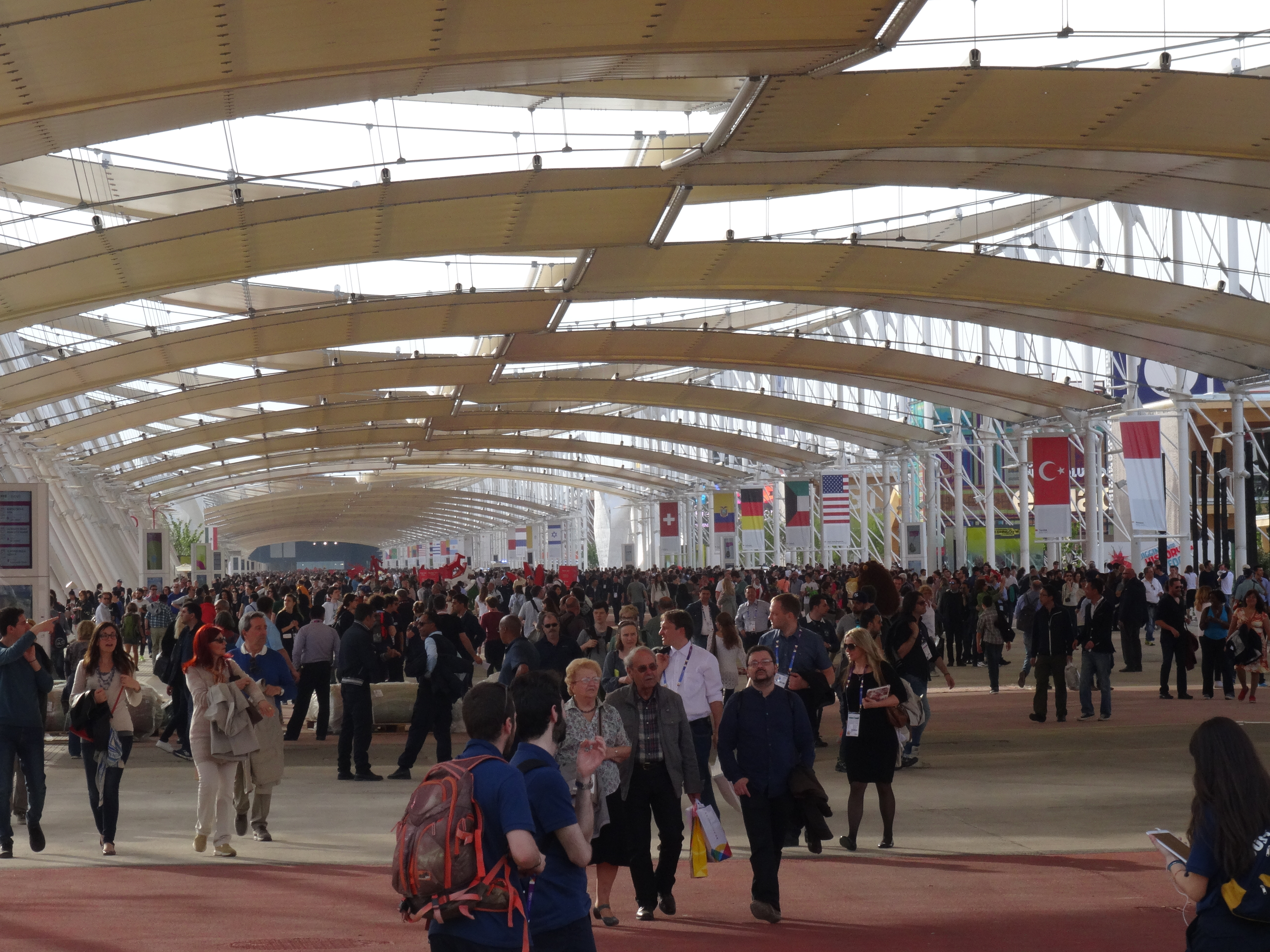
Hlavní pěší ulice procházející celým Expem

Nultý pavilon o rozloze 7 500 m2 s charakteristickým stromem prorůstající střechou představil instalaci o historii vztahu lidstva k jídlu a sochy hospodářských zvířat v životní velikosti. Na nedostatek potravin poukazovala instalace ve švýcarském pavilonu, která vybízela návštěvníky, aby si vzali vzorky potravin zdarma, ale upozorňovala je, že zásoby nebudou pro další návštěvníky doplněny. Pavilon Spojeného království zdůrazňoval význam opylování včel pro produkci potravin na celém světě prezentací 17 metrů vysokého hliníkového úlu, zatímco v rakouském pavilonu využili přirozenou evapotranspiraci rostlin k vytvoření lesního mikroklimatu pro ochlazení bezprostředního okolí.
Oblíbený byl také pavilon Kazachstánu s 15 rotundami, který návštěvníkům nabídl náhled na Expo 2017 v Astaně a zároveň prostřednictvím interaktivních exponátů upozornil na ekologické výzvy a příležitosti této země. Spojené arabské emiráty, hostitelské země následné světové výstavy v Dubaji, představily pavilon navržený Normanem Fosterem, který evokoval krajinu země a demonstroval využití udržitelného pasivního designu.

## Areál po skončení výstavy
Po skončení výstavy se areál přestavuje na inovativní park věnovaný vědě a technice, který by měl být plně funkční v roce 2024.

## Odkaz
Expo vedlo k vytvoření Milánské charty, která stanoví zásady a cíle týkající se výživy, udržitelnosti a všeobecného práva na potraviny. Charta, kterou navrhla italská vláda ve spolupráci s aktéry občanské společnosti, byla 16. října 2015 předána generálnímu tajemníkovi OSN Pan Ki-munovi. Kromě toho starostové více než 100 měst z celého světa podepsali Milánský pakt o potravinové politice ve městech, který vyzývá města k rozvoji udržitelných a zdravých potravinových systémů a zároveň k podpoře biologické rozmanitosti a snižování množství odpadu.

## Český pavilon

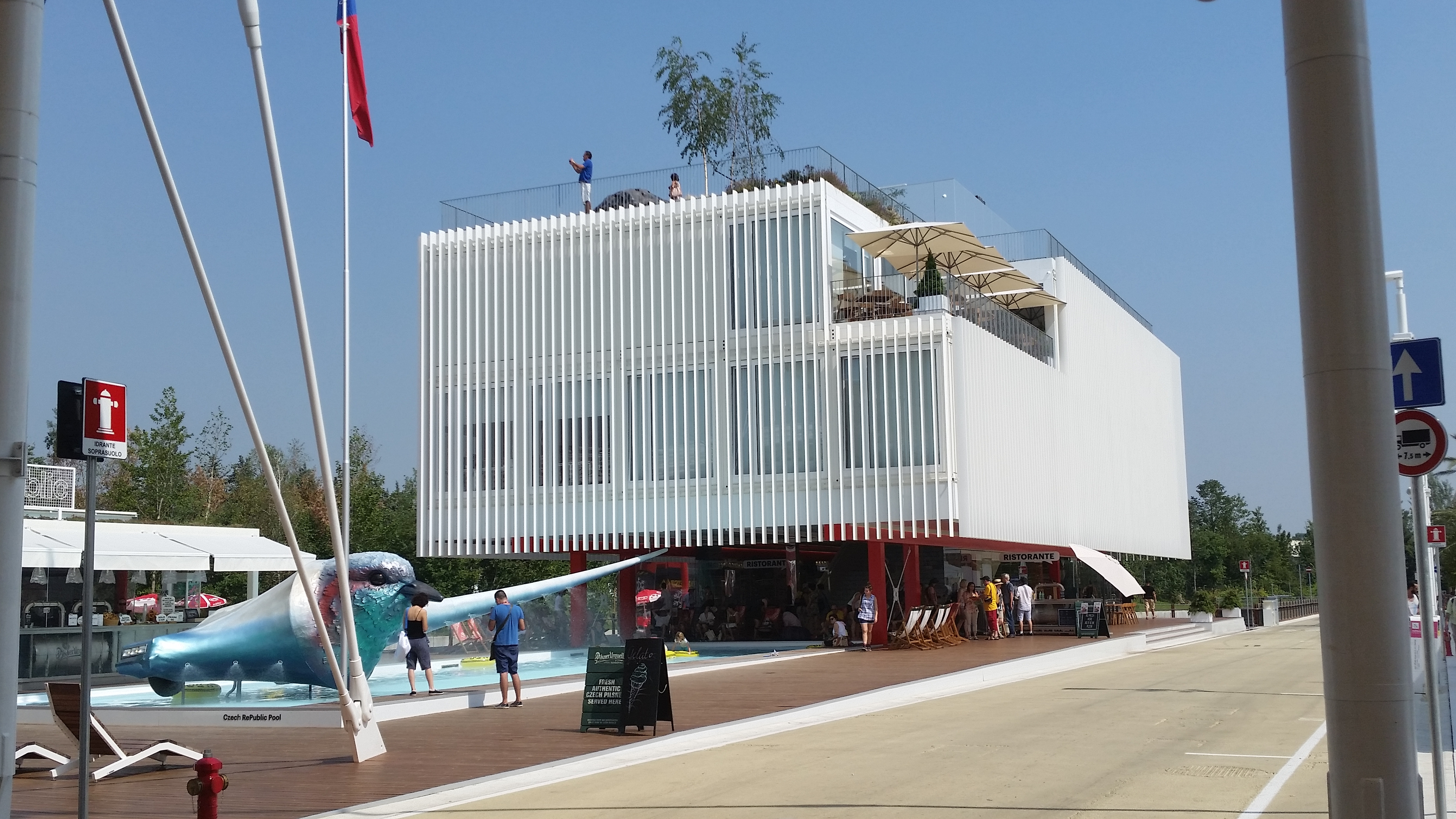
Český pavilon EXPO 2015

Český pavilon na Expu v Miláně navrhl architektonický ateliér CHYBIK+KRISTOF Associated Architect, který jako hlavní stavební systém zvolil systém modulární kontejnerové konstrukce, jejíž výhodou je možnost její snadné demontáže a přesunu na jiné místo. Český pavilon na Světové výstavě 2015 v Miláně představil českou kulturu a špičkovou modulární architekturu. Uvnitř samotné budovy se nacházely různé expozice charakterizující Českou republiku, před ní se nacházel bazén s bufetem. Za celou světovou výstavu pavilon navštívilo 2 500 000 návštěvníků, průměrně 13 586 za den.
Český pozemek a pavilon se nacházel na severozápadní straně Expa, poblíž hlavního vchodu a u budovy Expo Centre. Po levé straně Českého pavilonu byly stánky jednotlivých korporačních značek a po pravé straně byl Bahrajnský pavilon, zezadu byla umělá vodní plocha.
Pro pavilon České republiky bylo vyhrazeno 230 milionů korun.

## Galerie

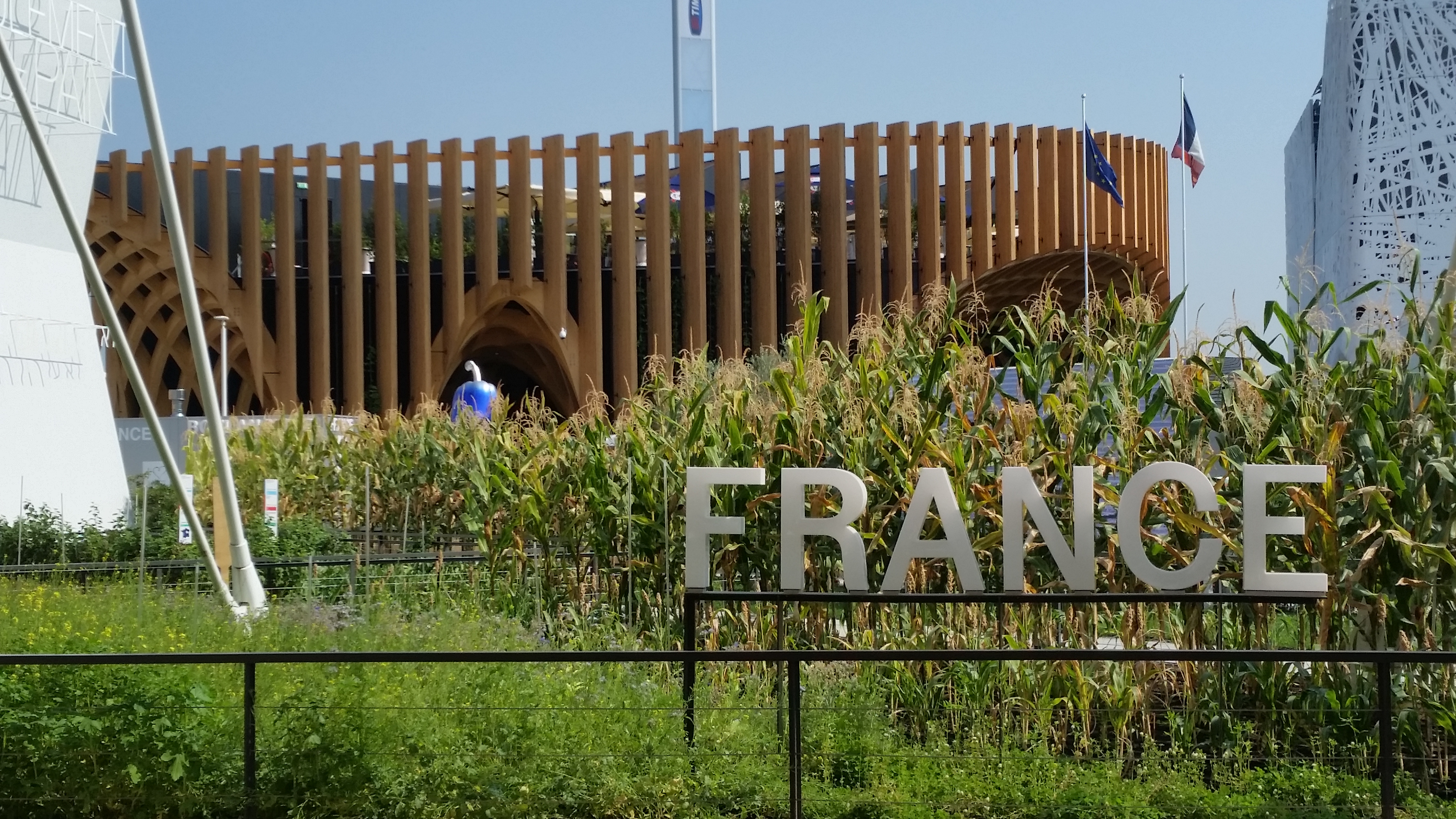
Francouzský pavilon
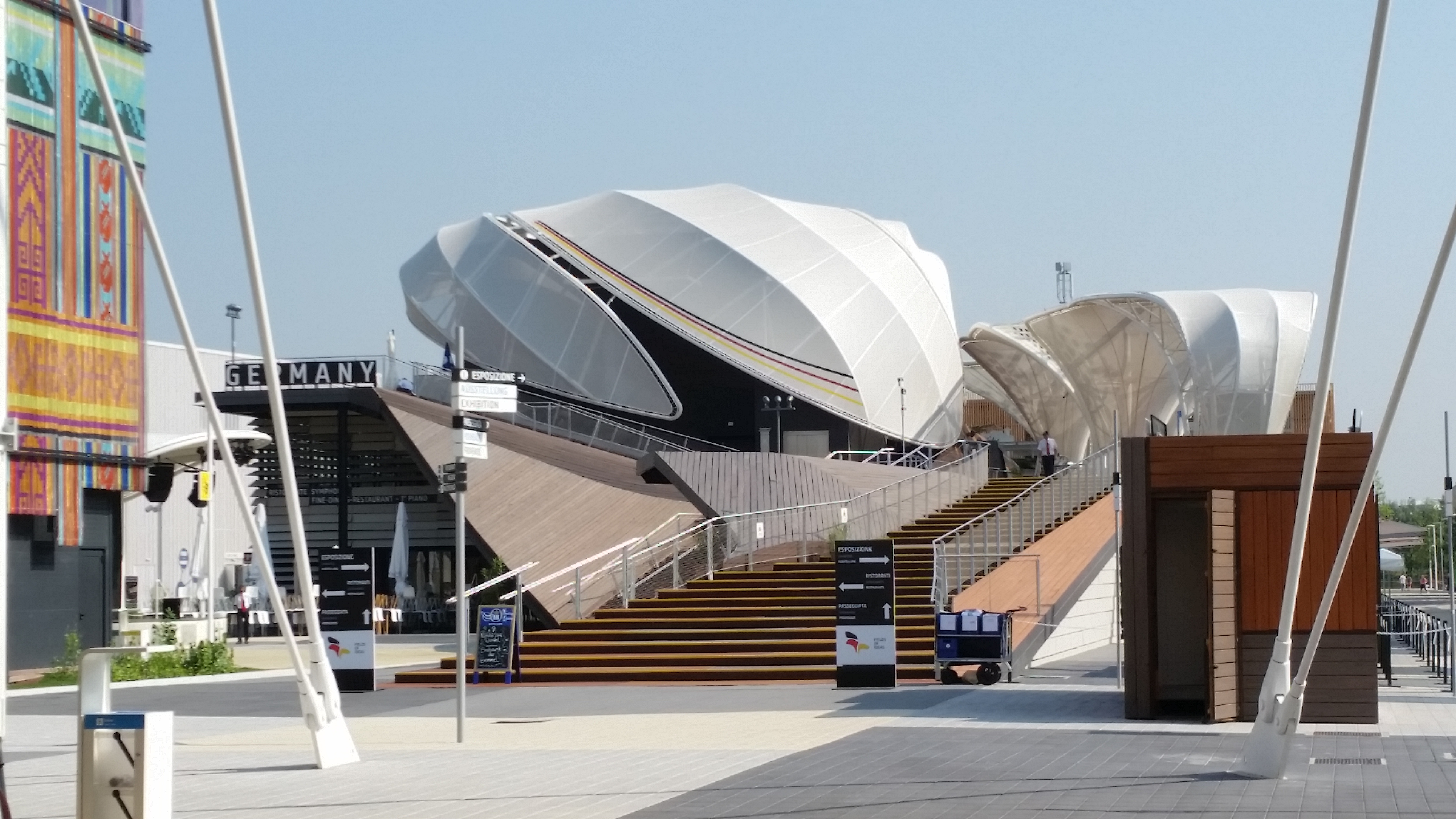
Německý pavilon
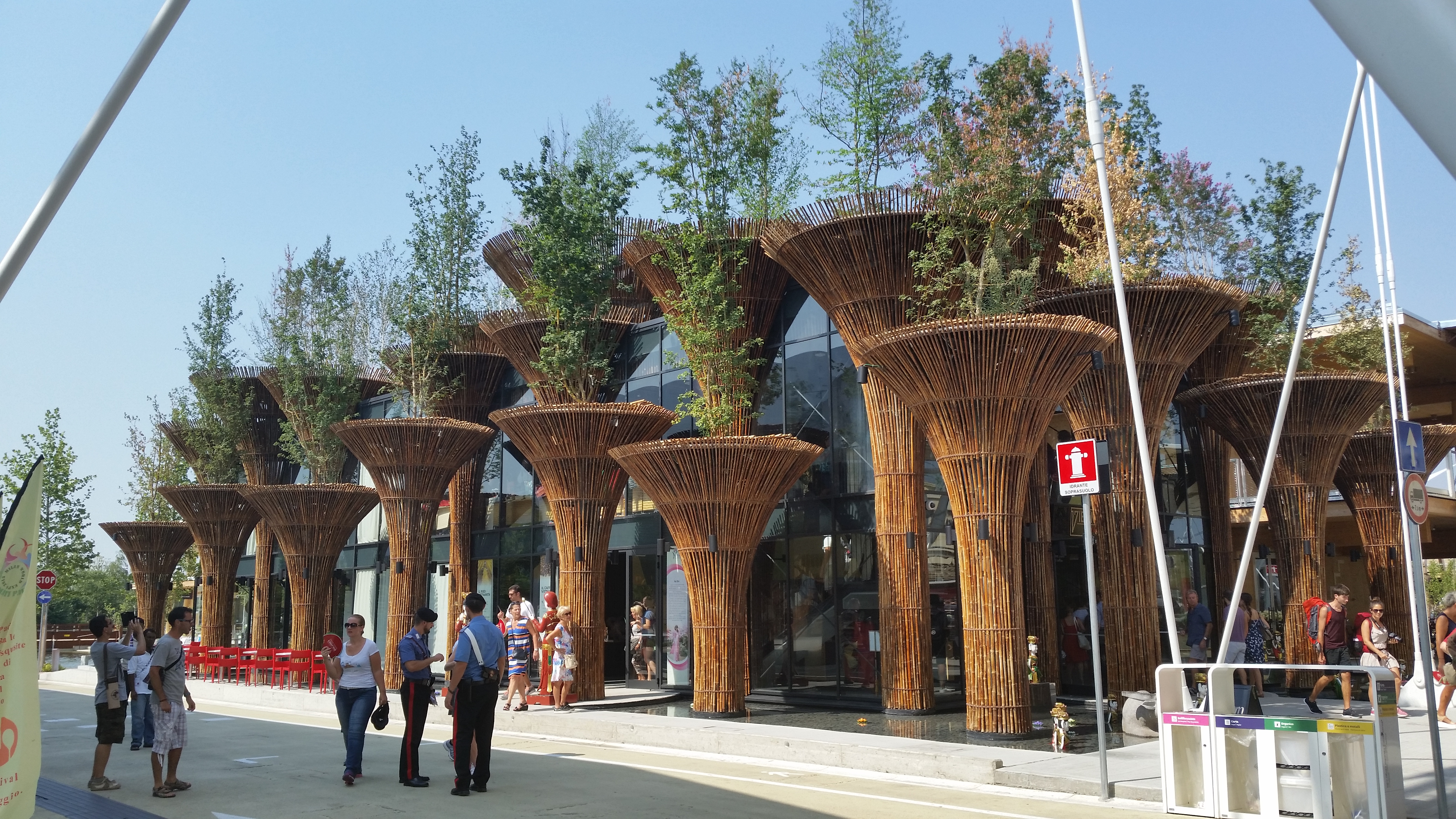
Vietnamský pavilon
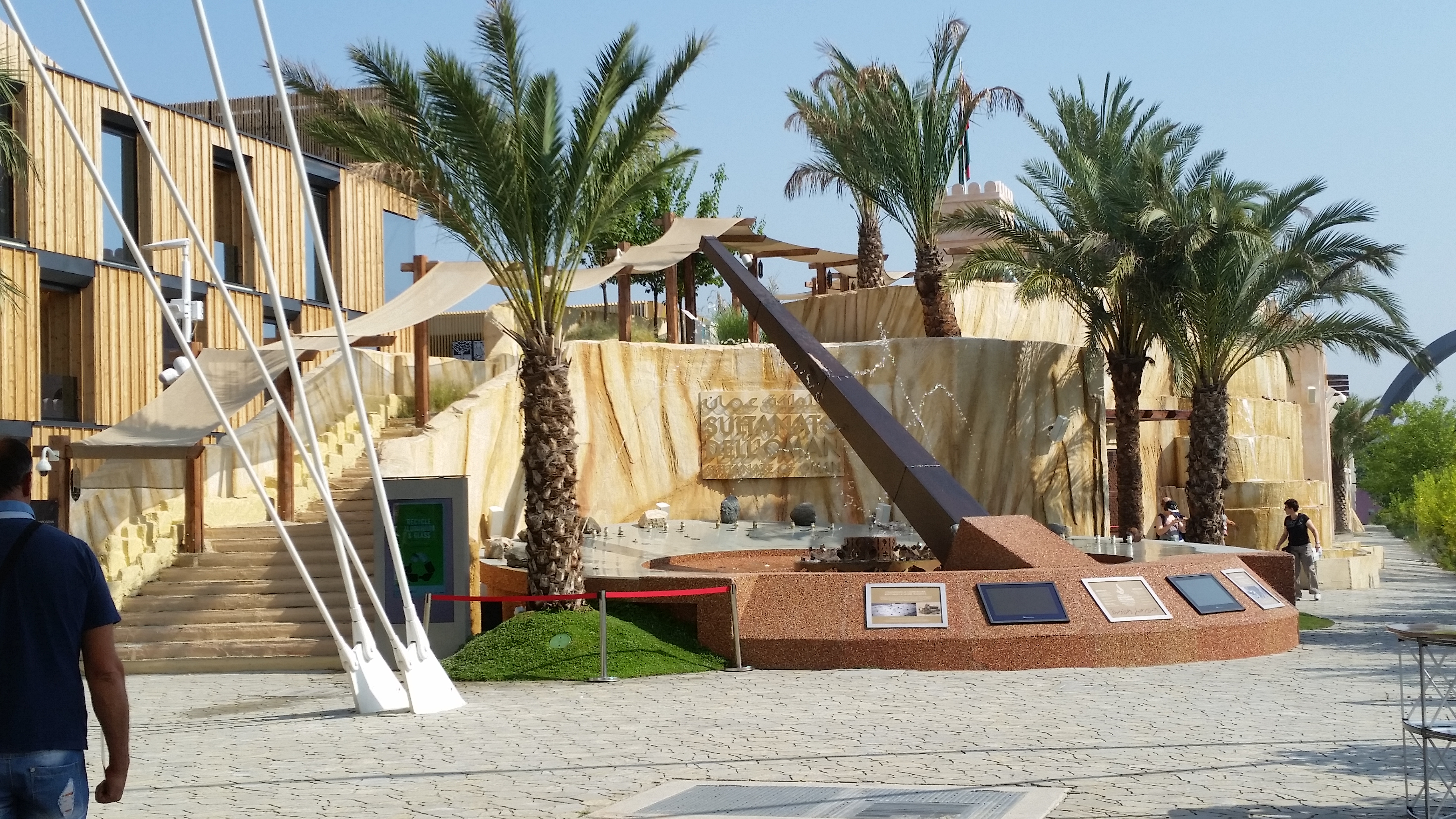
Ománský pavilon
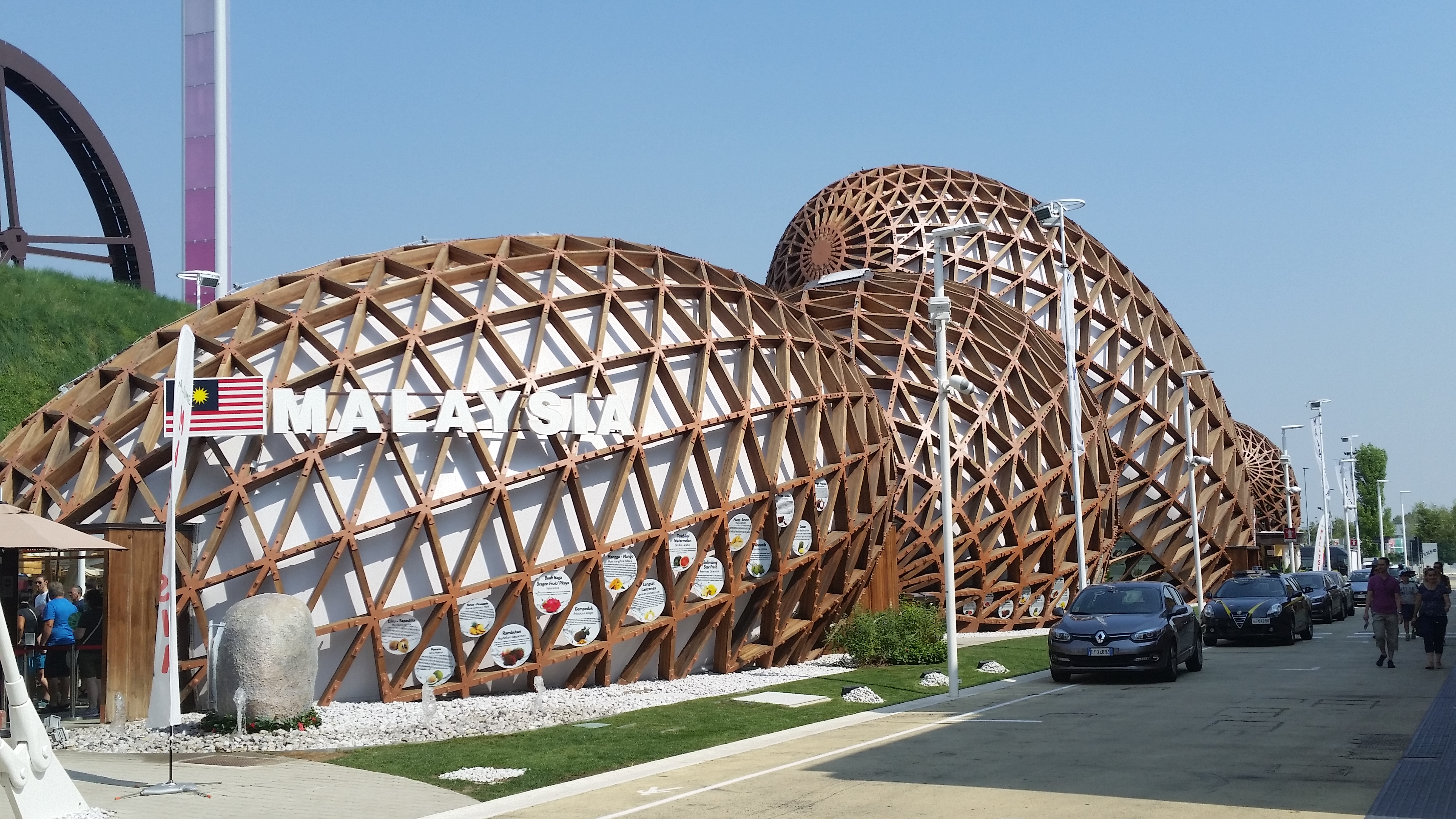
Malajský pavilon
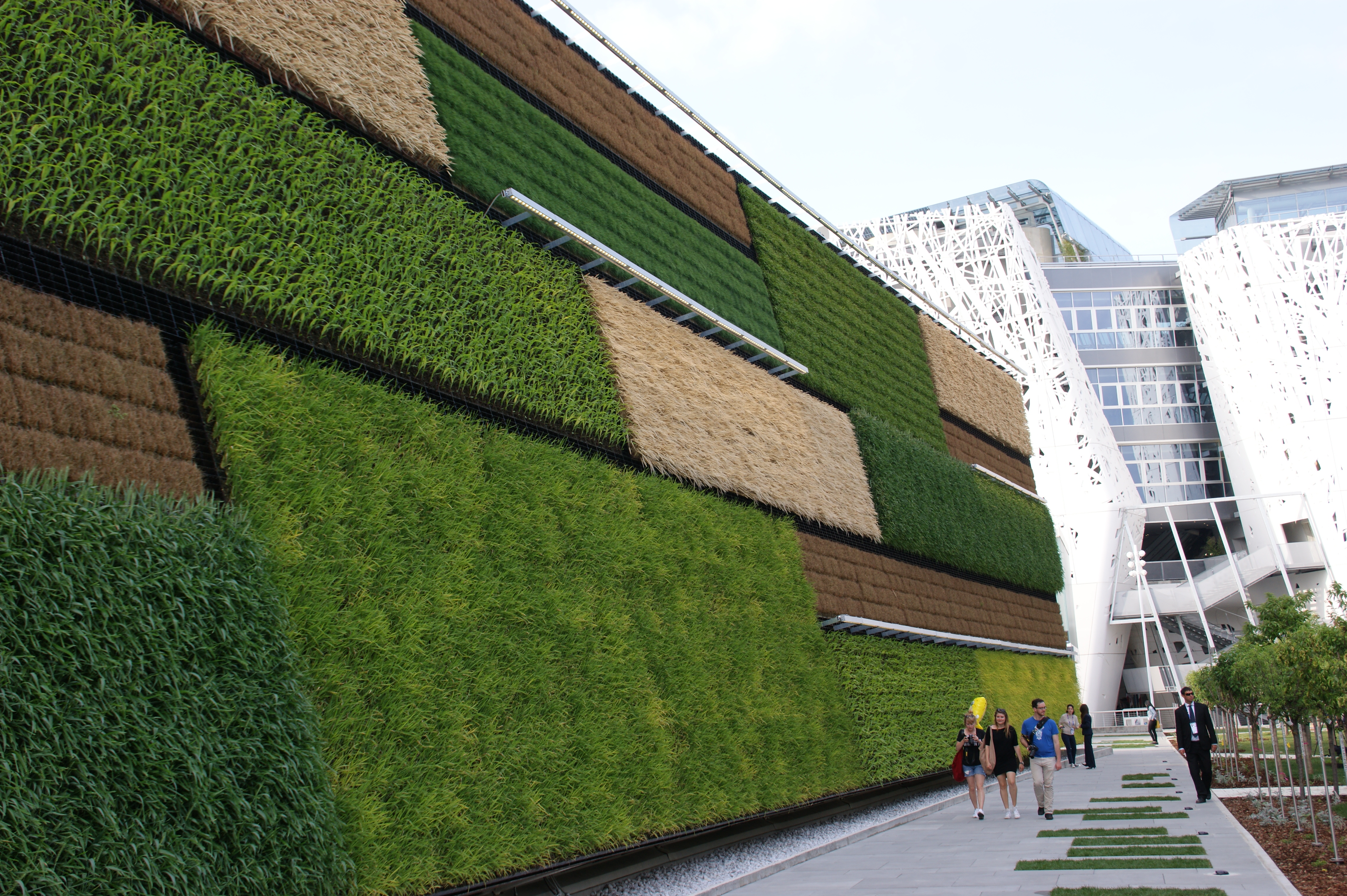
Izraelský pavilon
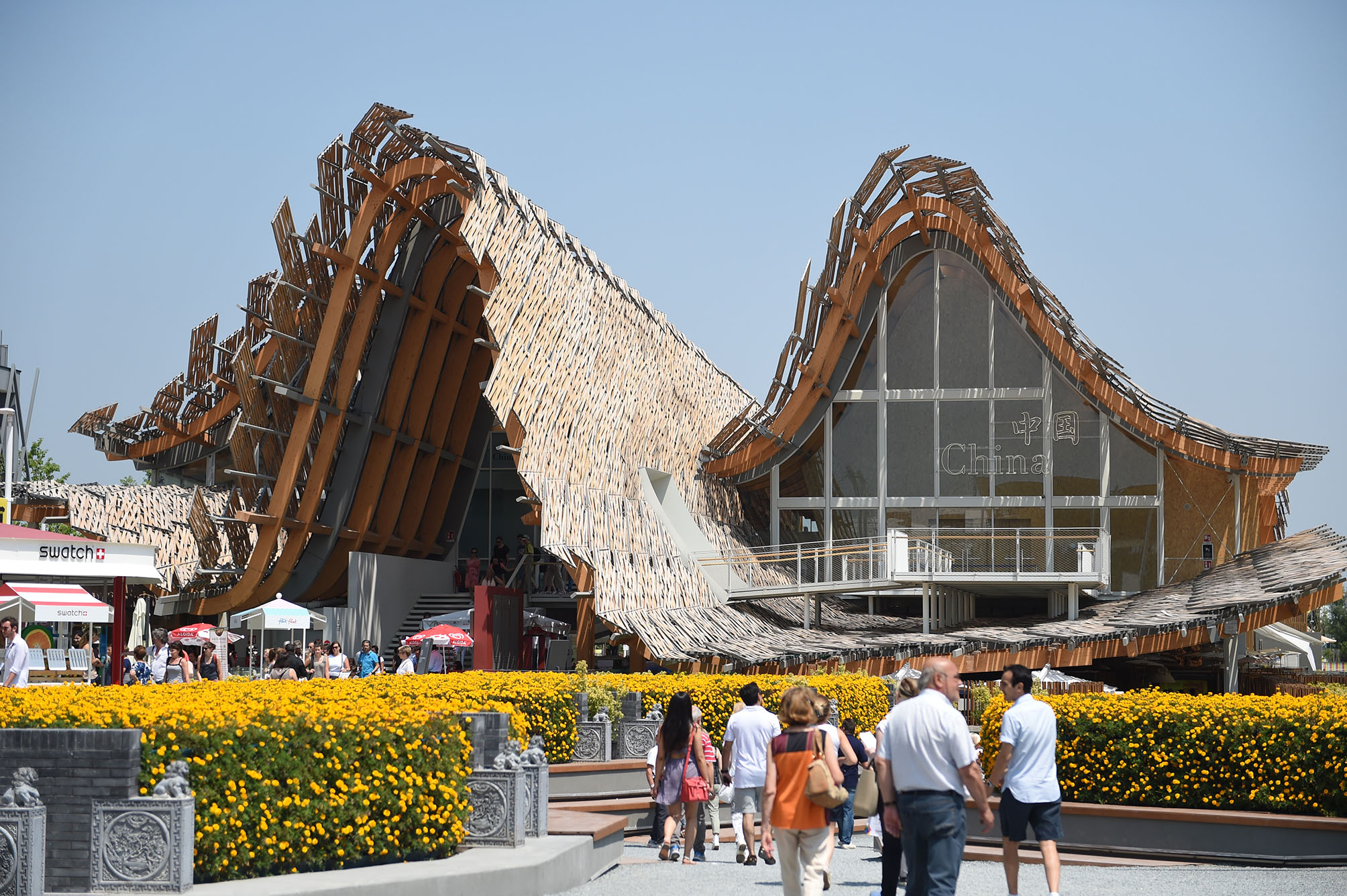
Čínský pavilon
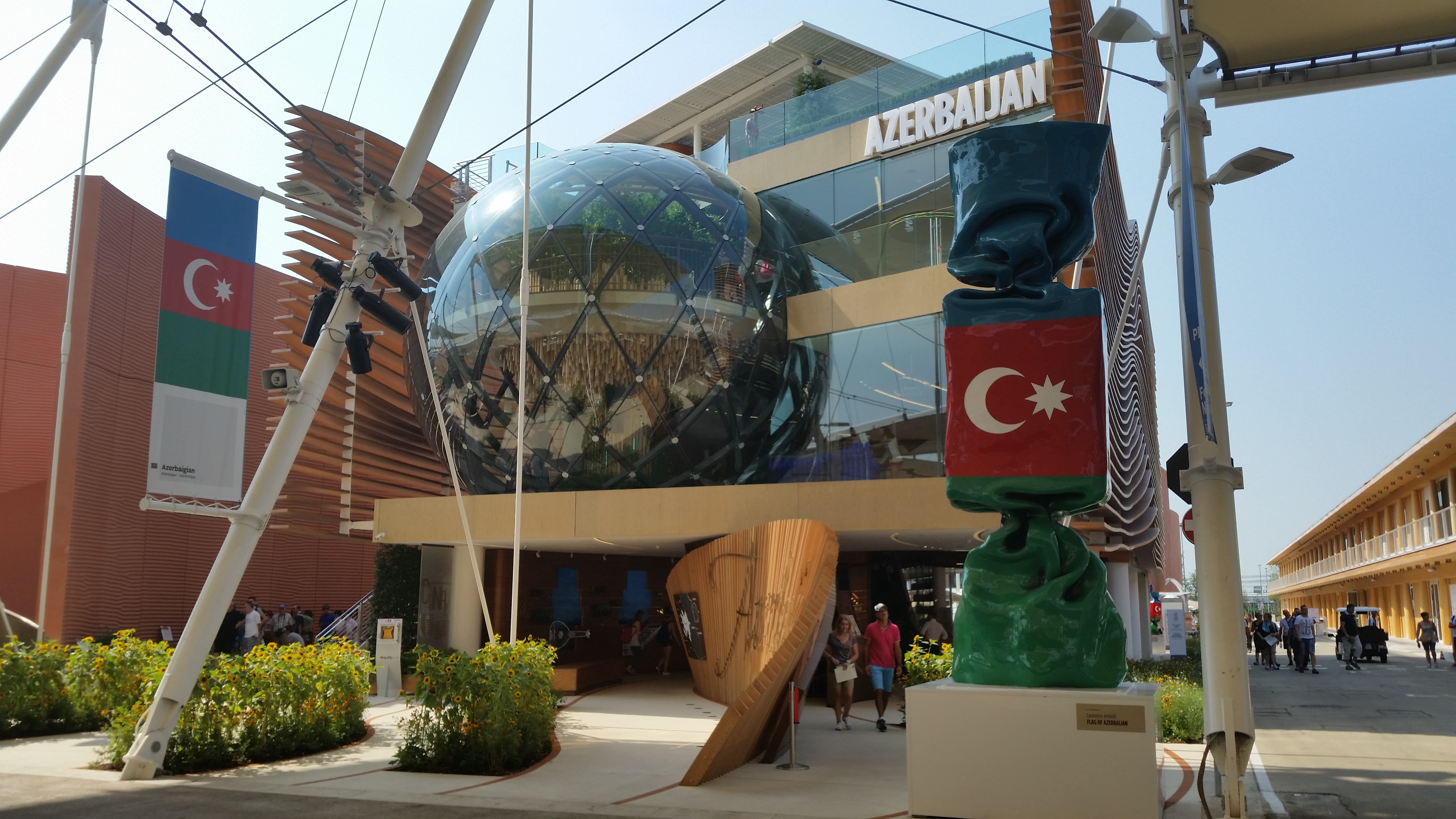
Ázerbájdžánský pavilon
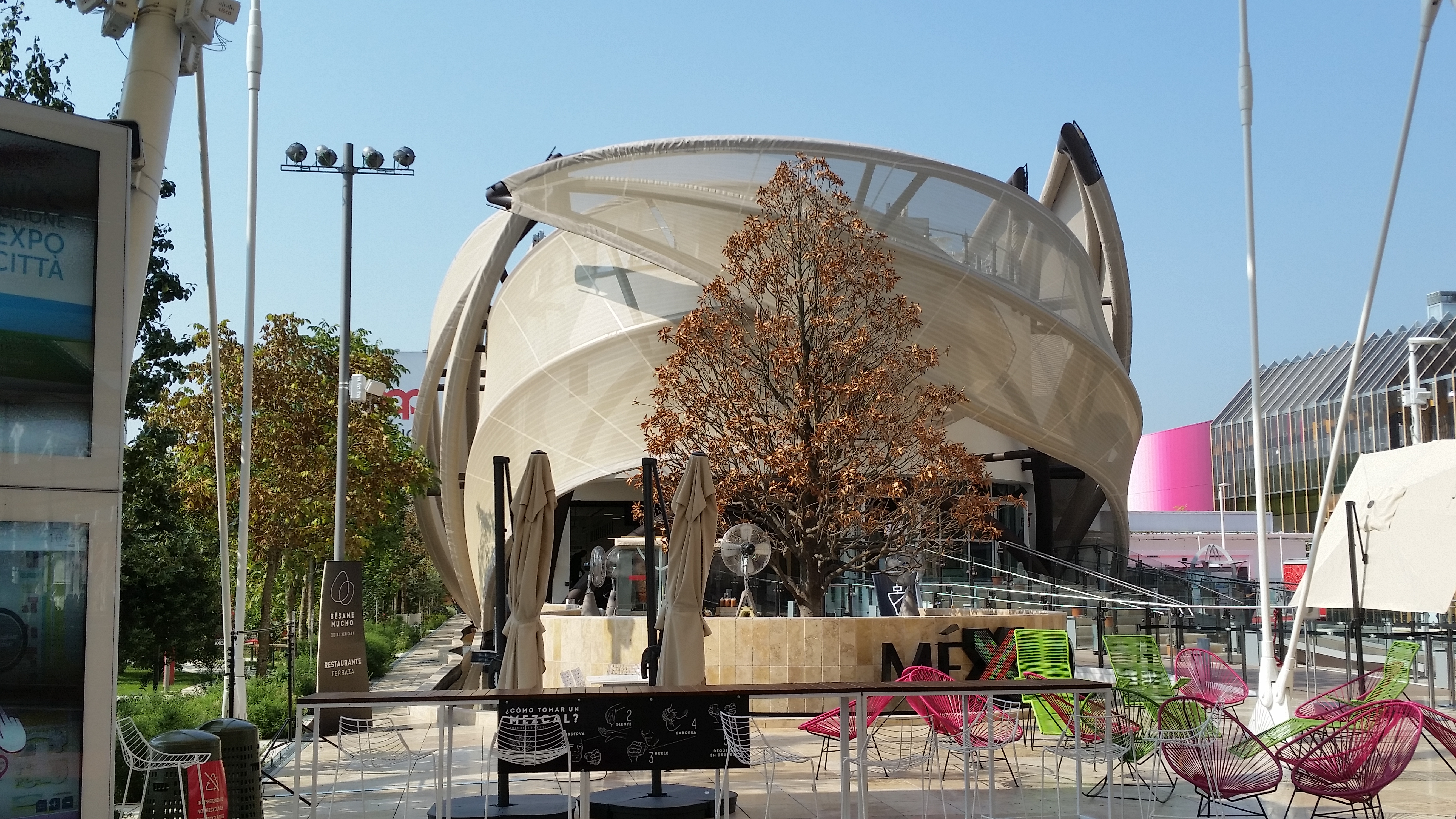
Mexický pavilon